# 田代裕彦
田代 裕彦（たしろ ひろひこ）とは、日本のライトノベル作家。富士見書房主催、第三回ヤングミステリー大賞の大賞受賞者。ライトノベルでは珍しい地の文に講談調を用いた受賞作『平井骸惚此中ニ有リ』でデビュー。

## 作品

### 富士見ミステリー文庫
- 平井骸惚此中ニ有リ　イラスト・睦月ムンク
- キリサキ　イラスト・若月さな　ISBN 4829162929　（2005/2）
- シナオシ　イラスト・若月さな　ISBN 4829163305　（2005/12）
- セカイのスキマ[2]　イラスト・綾瀬はづき
  - セカイのスキマ　ISBN 4829163550　（2006/6）
  - セカイのスキマ2　ISBN 4829163704　（2006/10）
  - セカイのスキマ3　ISBN 4829163860　（2007/3）
- ネコのおと（※共著）　ISBN 4829163801　（2007/1）

### Style-F
- 赤石沢教室の実験　（2007/7） ISBN 978-4829176467

### ファミ通文庫
- マツロイの剣　イラスト・土肥ユウスケ
  - マツロイの剣 ヒメカミ覚醒。　ISBN 4757744447（2008/9）
  - マツロイの剣 二 ミミノヒメ浮上！　ISBN 4757747527（2009/2）
- 修羅場な俺と乙女禁猟区　イラスト・笹森トモエ
  - 修羅場な俺と乙女禁猟区　ISBN 4047276146（2011/10）
  - 修羅場な俺と乙女禁猟区2　ISBN 4047278408（2012/2）
  - 修羅場な俺と乙女禁猟区3　ISBN 4047281255（2012/6）
- 魔王殺しと偽りの勇者　イラスト・ぎん太
  - 魔王殺しと偽りの勇者1　ISBN 4047290947（2013/8）
  - 魔王殺しと偽りの勇者2　ISBN 4047293229（2013/12）
- 廃皇子と獣姫の軍旗　イラスト・すみ兵
  - 廃皇子と獣姫の軍旗　ISBN 4047340766（2016/3）

### 幻狼ファンタジアノベルス
- 痕跡師の憂鬱　イラスト・古夏からす
  - 痕跡師の憂鬱　ISBN 978-4344818996　（2010/2）
  - 痕跡師の憂鬱〈2〉密室の錬金術 ISBN 978-4344820258　（2010/8）

### 集英社みらい文庫
- めちゃコワ! 最凶怪談 ISBN 978-4083210327 共著（2011/7）

### オーバーラップ文庫
- 蒼天のサムライ イラスト・naji
  - 蒼天のサムライ 第一部 端琉島脱出戦　ISBN 4906866247（2013/7）
  - 蒼天のサムライ 第二部 北土攻略戦　ISBN 4906866506（2014/9）

### 角川文庫
- 探偵作家は沈黙する 平井骸惚此中ニ有リ ISBN 4041033683（2015/10）

### 富士見L文庫
- 先生とわたしのお弁当 二人の秘密と放課後レシピ ISBN 978-4040722160（2017/3）